# Jan Baptysta Wenecjanin

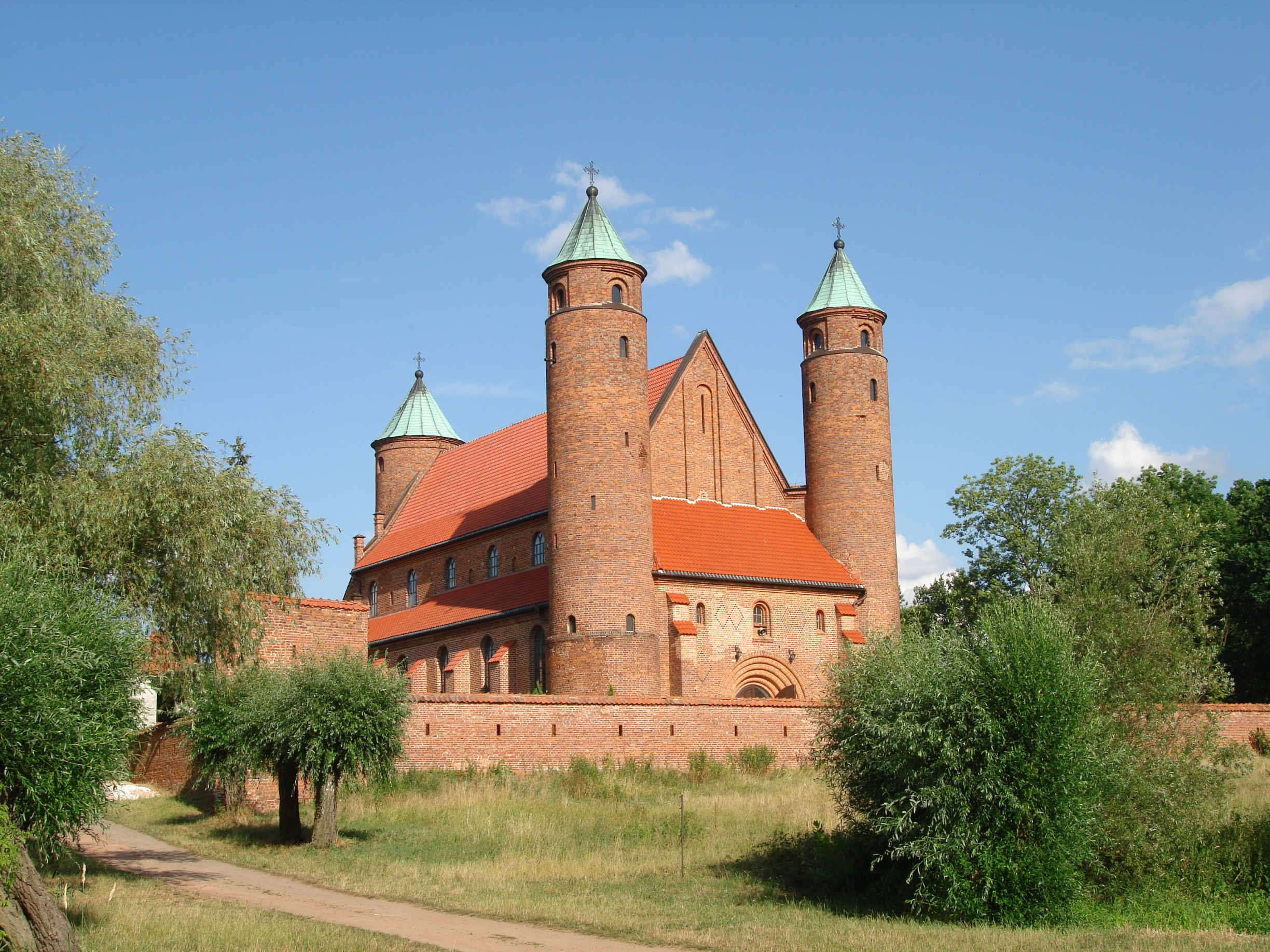
Kościół św. Rocha i św. Jana Chrzciciela w Brochowie

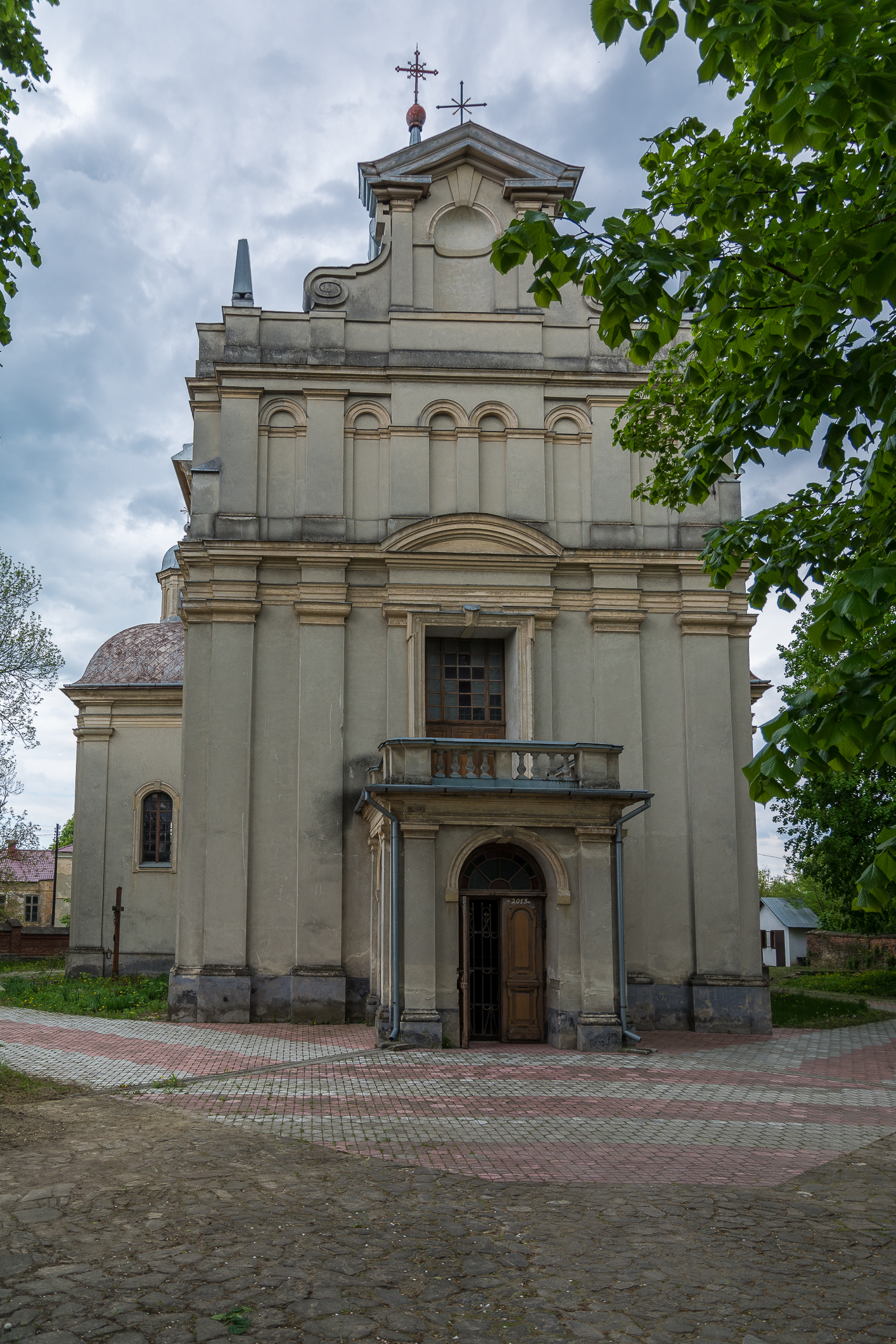
Kościół Przemienienia Pańskiego w Dobromilu

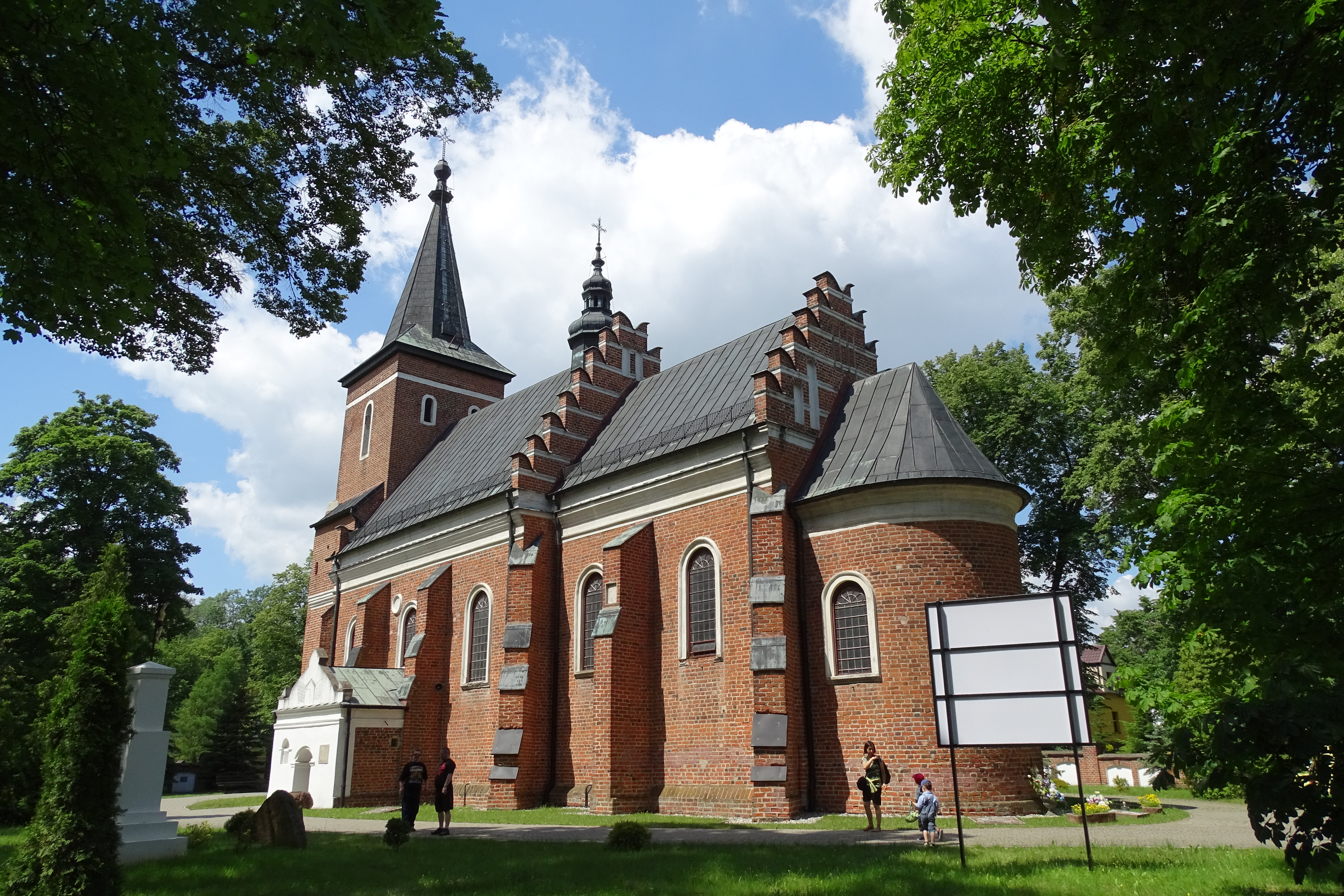
Sanktuarium Matki Bożej Głogowieckiej

Jan Baptysta Wenecjanin, znany także jako Jan Baptysta z Wenecji (ur. ok. 1492, zm. 1567) – architekt renesansowy. 

## Życiorys
Tworzył w duchu renesansu włoskiego, połączonego z tradycyjnymi formami miejscowego późnogotyckiego budownictwa ceglanego. 
W Polsce pojawił się w latach 20. XVI w. w wawelskim warsztacie Bartłomieja Berrecciego, następnie wraz z Bernardinem Gianottim w latach 1531–1535 budował renesansową katedrę w Płocku. Przyjął obywatelstwo miasta Płocka i przez następne trzydziestolecie prowadził warsztat budowlany, który wznosił i przebudowywał na Mazowszu kościoły sklepione charakterystyczną ornamentowaną kolebką, określane jako tzw. grupa pułtuska.

## Dzieła
- renesansowa przebudowa fary (1540) i katedry (1557–1563) w Płocku
- Barbakan w Warszawie ok. 1548
- kościół obronny w Brochowie (1551–1561)
- kolegiata Zwiastowania NMP w Pułtusku (1560) z kaplicą biskupa Andrzeja Noskowskiego (1554)
- kościół św. Jana Chrzciciela we Włocławku
- kościół św. Doroty w Cieksynie
- kościół św. Andrzeja Apostoła w Broku (1544–1560)
- kościół Przemienienia Pańskiego w Dobromilu (Ukraina)
- przebudowa kościoła w Głogowcu po 1560
- przebudowa kościoła pw. św. Michała Archanioła w Chruślinie.